# Clyde Tolson
Clyde Anderson Tolson (22 de maig de 1900 – 14 d'abril de 1975) va ser el Director Associat del FBI entre 1947 i 1972, responsable del personal i de la disciplina. Va ser l'ajudant del director John Edgar Hoover durant dècades i el seu protegit.

## Primers anys i carrera
Tolson va nàixer en Laredo, Missouri, i va estudiar en l'Escola de Negocis Cedar Rapids, a Iowa. Entre 1919 i 1928, va ser secretari confidencial per la Secretaria de Guerra durant les administracions de Newton Baker, John W. Weeks i Dwight F. Davis. Tolson va obtenir un títol de grau en la Universitat George Washington en 1925 i un títol en Dret en 1927.
En 1927, va ser contractat pel FBI, després d'haver estat rebutjat amb anterioritat per la mateix oficina. Tolson considerava el treball com una oportunitat per a ascendir en el seu bufet legal de Cedar Rapids. Després de treballar en les oficines de camp de Boston i Washington DC, va ser ascendit a empleat administratiu cap i més tard a ajudant de direcció, en 1930.
En 1936, Tolson, juntament amb el director J. Edgar Hoover, van arrestar al cèlebre lladre de bancs Alvin Karpis; més tard en eixe mateix any, es va enfrontar en un tiroteig contra el gànster novaiorquès Harry Brunette i, en 1942, va participar en la captura d'un grup de sabotejadors nazis a Long Island i Florida. En 1947, va ser ascendit a Director Associat del FBI i es va dedicar a manejar el pressupost i l'administració en general.